# دين (مغني)
فؤاد باكوفيتش (ولد في 12 أبريل 1982) مغني بوب نجم الواقع ومصمم أزياء بوسني, اشتهر فنياً باسم دين، كان باكوفيتش هو المغني الرئيسي في فرقة الغناء البوسنية سفن آب من 1997 إلى 2002، عندما أصبح فناناً منفرداً، عرف بتمثيله البوسنة والهرسك في مسابقة الأغنية الأوروبية 2004 .

## روابط خارجية
- دين على موقع IMDb (الإنجليزية)
- دين على موقع ميوزك برينز (الإنجليزية)
- دين على موقع ديسكوغز (الإنجليزية)
- دين على موقع قاعدة بيانات الفيلم (الإنجليزية)
- الموقع الرسمي نسخة محفوظة 18 مايو 2004 على موقع واي باك مشين.